# Amedeo Majeroni
Amedeo Majeroni (Barcellona, 3 aprile 1871 – Sanremo, 14 giugno 1932) è stato un illusionista italiano.

## Biografia
Appartiene alla famiglia degli attori Majeroni attivi nell'Ottocento e Novecento, di cui l'esponente più celebre è Achille senior (1824-1888), artista drammatico e padre di Amedeo, Achille junior e Dante. È illusionista, prestigiatore e ipnotizzatore. Nell'attività teatrale è coadiuvato da familiari.
Nel 1894 gode già di una certa notorietà. Nei primi anni del Novecento conduce compagnie in cui si esibisce secondo lo stile del teatro di varietà dell'epoca. In quel periodo, l'evento di maggiore novità è dato dalla comparsa del cinema muto. Majeroni introduce il cinema come parte complementare nei suoi spettacoli, utulizandotilizza i seguenti titoli: Reale Cinematografo Lumière, Cinema Volta, Cinema Gigante, Cinema Spina, e Cinema Majeroni. Nel 1903 è il primo a portare il cinema a Pavia, in cui, quando torna nel 1905, presenta un programma di proiezioni, tra le quali: L'audacia di un brigante americano, Gulliver fra giganti e nani (a colori); Le peripezie d'uno zingaro; Sogno fantastico, Un viaggio nell'impossibile.
Nel 1904 compie una lunga tournée all'estero: dalla Turchia alla Grecia, all'Egitto. L'itinerario incomincia a Costantinopoli dove il 28 gennaio debutta al Grande Circo Pera. Offre un mese di rappresentazioni, con una compagnia di quaranta artisti specialisti nel teatro del varietà. Tra questi il fratello di Amedeo, Italo Majeroni e il clown Dario Meschi.
Italo (Napoli 23 ottobre 1888-Porto Alegre, Brasile 21 febbraio 1974), si presenta con un proprio repertorio di trasformismo dal titolo: “Il piccolo Fregoli Italo Majeroni”, in riferimento al trasformista Leopoldo Fregoli. Diventa poi artista del varietà come macchiettista, dicitore, comico satirico, attore e infine produttore cinematografico. Trasferitosi a Porto Alegre fonda la casa cinematografica Leopoldis-Som,d che realizza documentari di cronaca e attualità brasiliana.
Durante la permanenza a Istanbul, con la troupe si esibisce alla corte del Sultano Abdul-Hamid II. La tournée si conclude a Costantinopoli, al Circo Pera, con due mesi di rappresentazioni.
In seguito, forma una propria compagnia, la Majeroni Illusionist Company, specializzata negli spettacoli di illusionismo. La compagnia è costituita dalla moglie Amelia, dal fratello Achille, dalla cognata e dai collaboratori (oltre venti) necessari allo svolgimento delle rappresentazioni e al funzionamento dei congegni utilizzati per i giochi di magia.
In alcuni periodi lavora con un altro illusionista, Cesare Watry.
Majeroni ha un repertorio di più di cento numeri, in gran parte di sua creazione, tra cui la sparizione di un cavallo, giochi di ipnotismo, telepatia, suggestione mentale, trasmissione del pensiero, inversione dei gusti e dei sensi, presentati nelle tournée in Italia, Malta, Svizzera, Turchia, Grecia, Egitto, Spagna, Portogallo, Marocco, Americhe.